# Dekanat Bystrzyca Kłodzka

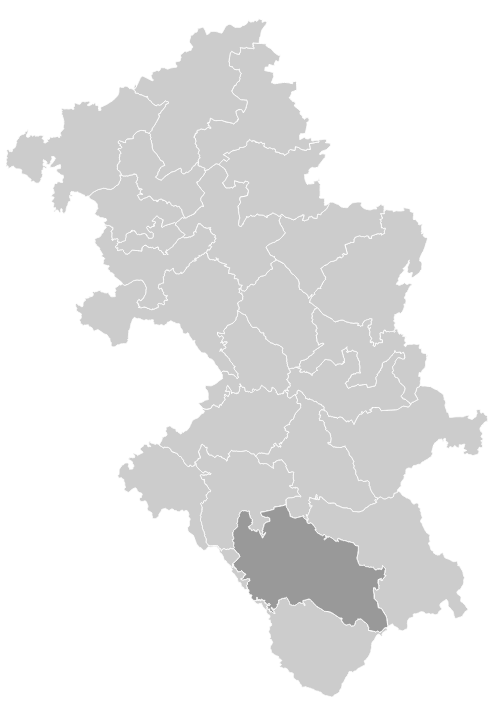
Położenie na mapie diecezji

Dekanat Bystrzyca Kłodzka – jeden z 24 dekanatów w rzymskokatolickiej diecezji świdnickiej, położony w południowej części diecezji.
Dekanat znajduje się na terenie województwa dolnośląskiego, w powiecie kłodzkim. Obejmuje swoim zasięgiem głównie gminę Bystrzyca Kłodzka. Jego siedziba ma miejsce w Bystrzycy Kłodzkiej, w kościele św. Michała Archanioła.

## Historia
Po zakończeniu II wojny światowej terytorium Wielkiego dekanatu kłodzkiego zostało przyłączone do Polski. Decyzją ówczesnych władz kościelnych dekanat został włączony w obręb administratury apostolskiej archidiecezji wrocławskiej ze stolicą biskupią we Wrocławiu, pozostając formalnie w granicach archidiecezji praskiej. Na początku 1946 dokonano podziału Wielkiego dekanatu na cztery mniejsze jednostki, wśród których znalazł się dekanat Bystrzyca Kłodzka, obejmujący południową część ziemi kłodzkiej z miastami: Bystrzyca Kłodzka i Międzylesie. W 1972 dekanat został usankcjonowany zgodnie z prawem kanonicznym i został oficjalnie włączony do archidiecezji wrocławskiej, na mocy decyzji papieża Pawła VI. W latach 80. XX wieku kard. Henryk Gulbinowicz, arcybiskup metropolita wrocławski, wydzielił z jego struktury nowy dekanat Międzylesie. Od 2004 dekanat wchodzi w skład diecezji świdnickiej.

## Parafie i miejscowości
W skład dekanatu wchodzi 9 parafii i 1 rektorat:

### parafia św. Michała Archanioła
- Bystrzyca Kłodzka → kościół parafialny oraz kościoły pomocnicze św. Jana Nepomucena i św. Floriana
  - Bystrzyca-Kolonia
- Stara Bystrzyca
- Wyszki → kościół filialny św. Jana Chrzciciela
  - Szczepków
- Zabłocie
- Zalesie → kościół filialny św. Anny

### parafia św. Jerzego
- Długopole Dolne → kościół parafialny
- Długopole-Zdrój → kaplica mszalna Najśw. Serca Pana Jezusa
- Ponikwa → kościół filialny św. Józefa Robotnika

### parafia św. Marii Magdaleny
- Gorzanów → kościół parafialny i kaplica mszalna św. Marii Magdaleny
  - Muszyn
- Mielnik
- Topolice → kaplica mszalna NMP Bolesnej

### rektorat NMP Przyczyny Naszej Radości „Maria Śnieżna”
- Wilkanów (do rektoratu należy tylko osada tej wsi)
  - Góra Igliczna → kościół rektoralny

### parafia Wniebowzięcia NMP
- Biała Woda → kaplica mszalna św. Anny
- Idzików → kościół parafialny
- Kamienna → kościół filialny Najśw. Serca Pana Jezusa
- Marcinków
- Marianówka
- Pławnica → kaplica mszalna Maryi Matki Kościoła
- Rogóżka
- Szklary

### parafia św. Józefa Oblubieńca
- Międzygórze → kościół parafialny i kościół pomocniczy Krzyża Świętego

### parafia św. Małgorzaty
- Nowa Łomnica
- Stara Łomnica → kościół parafialny
  - Szychów
- Starków → kościół filialny św. Mikołaja
- Szczawina
- Szklarka

### parafia św. Wawrzyńca Męczennika
- Nowy Waliszów → kościół filialny św. Mikołaja
- Stary Waliszów → kościół parafialny i kościół pomocniczy Krzyża Świętego
  - Mszaniec

### parafia św. Jerzego
- Bystrzyca Kłodzka (do parafii należy tylko dzielnica tego miasta)
  - Niedźwiedna
- Jaworek → kościół filialny św. Barbary
- Wilkanów → kościół parafialny

### parafia św. Marii Magdaleny
- Huta
- Młoty
- Nowa Bystrzyca → kościół filialny Wniebowzięcia NMP
- Spalona
- Wójtowice → kościół parafialny

Powyższy wykaz przedstawia wszystkie miasta, wsie oraz dzielnice miast, przysiółki wsi i osady w dekanacie.